# Syrien i olympiska sommarspelen 1996
Syrien deltog i de olympiska sommarspelen 1996 med en trupp bestående av sju deltagare, varav en tog ett guld.

## Boxning
Flugvikt
- Khaled Falah
  1. Första omgången — Besegrade Parmuansak Phosuvan (Thailand), 11-9
  2. Andra omgången — Förlorade mot Daniel Reyes (Colombia), 13-15

Lätt tungvikt
- Adnan Khaddour
  1. Första omgången — Förlorade mot Daniel Bispo (Brasilien), 4-9

## Friidrott
Damernas sjukamp
- Ghada Shouaa
  - Slutligt resultat — 6780 poäng (→  Guld)